# Platja de Riudecanyes
La platja de Riudecanyes és una platja natural del municipi de Mont-roig del Camp (Baix Camp), situada a l'extrem més oriental del municipi. Limita a llevant amb la riera de Riudecanyes, a la Punta de la Riera de Riudecanyes, al límit del terme municipal de Cambrils, que la separa de la platja de l'Ardiaca, i a ponent amb un espigó, que la separa de la platja de la Pixerota. La platja és verge, però hi ha un projecte de construcció d'un càmping. Té una longitud de 349 metres, i una amplada mitjana de 26 metres, formada per còdols, amb restes de posidònia, procedents de les praderies de posidònia que es troben front la platja.